# Zurdok

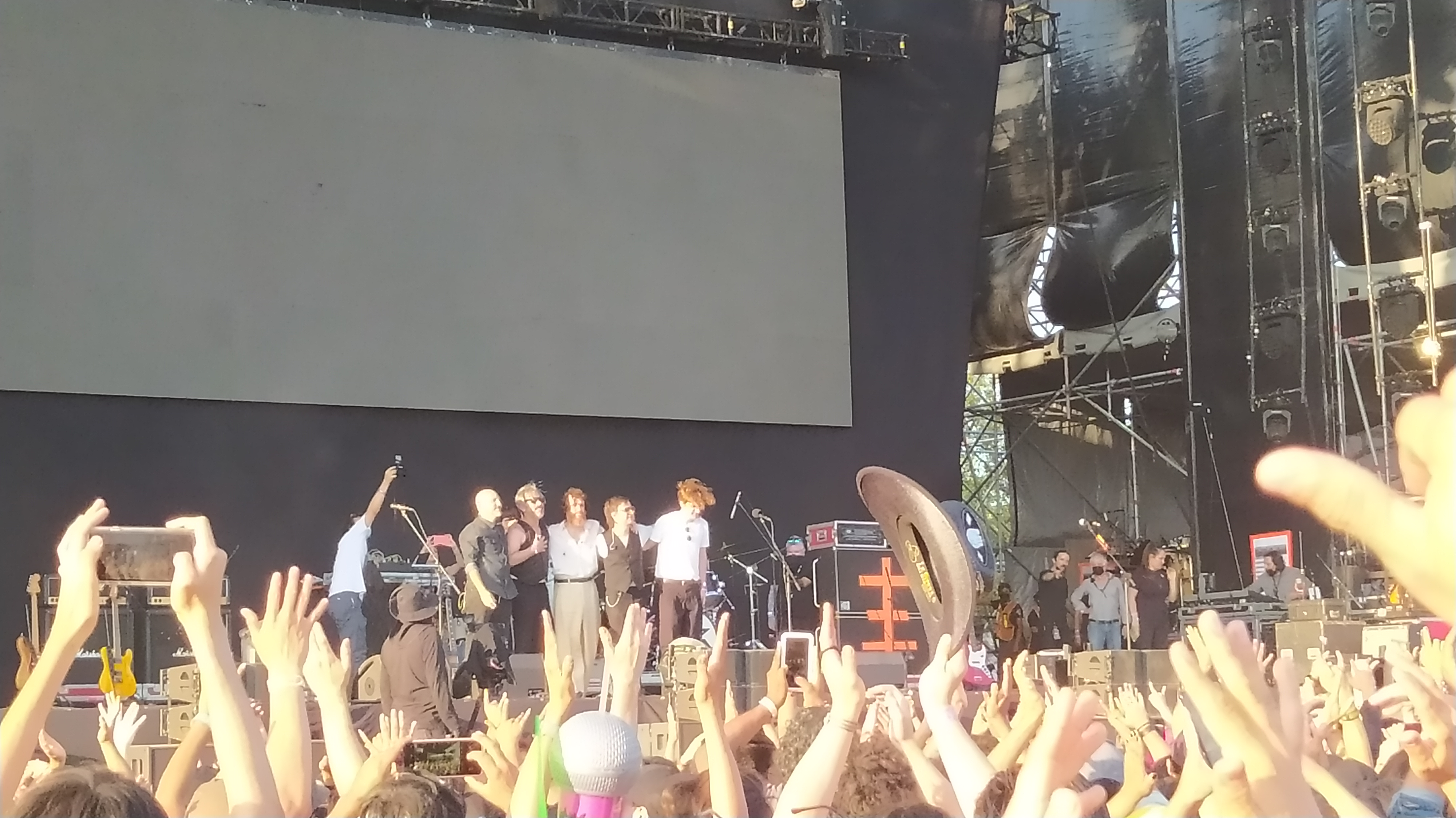
Zurdok (Reunion 2022)

Zurdok ist der Name einer mexikanischen Rockband aus Monterrey.
Gegründet wurde die Gruppe 1993 als Zurdok Movimiento (Zurdok-Bewegung). Um die Jahrtausendwende war Zurdok eine der einflussreichsten Musikgruppen des Landes; 1999 jedoch verließ einer der beiden Sänger die Band und 2002 kam es zur vorläufigen Trennung der Musiker. 2006 und 2022 kam es zu einer Reunion.
Der Sound der Band wechselt zwischen Alternative Rock, Latin Rock und Heavy Metal. Die Songtexte sind in spanischer Sprache und oft melancholischen Charakters.

## Bandgeschichte
Als Gründungstag der Gruppe wird der 15. Juli 1993 angegeben. Nachdem die Gruppe anfangs nur Musik machen wollte und keine Konzerte abhielt, kam es am 13. Mai 1994 in Monterrey zu ihrem Debüt. Schon im Jahr darauf gewann Zurdok Movimiento, als erste Band außerhalb Mexiko Citys, den Contest Battle Of The Bands.
1997 wurde das erste Album Antena veröffentlicht; Tropecé wurde die erste Singleauskopplung. Mit der Aufnahme des Albums Hombre Sintetizador 1998 verschwand „Movimiento“ aus dem Bandnamen. Als letztes Studioalbum wurde 2000 Maquillaje aufgenommen. Durch „künstlerische Differenzen“ und das Auslaufen ihres Plattenvertrags kam es 2002 zum vorläufigen Ende von Zurdok.
Chetes und Terracina tauchten 2005 mit der Band Vaquero wieder auf, weiters präsentierte Chetes 2006 ein Soloalbum. Die anderen Mitglieder trafen sich 2006 noch ein paar Mal um auf Festivals zu gemeinsam aufzutreten. David Izquierdo spielt heute mit der Band Dalai.

## Diskografie
Alben
- 1997: Antena
- 1999: Hombre Sintetizador
- 2001: Maquillaje
- 2007: Lo Mejor de Zurdok (Kompilation)

Singles
- 2014: Azul Oscuro (MX: Platin)[1]